# Ostravská dopravní společnost

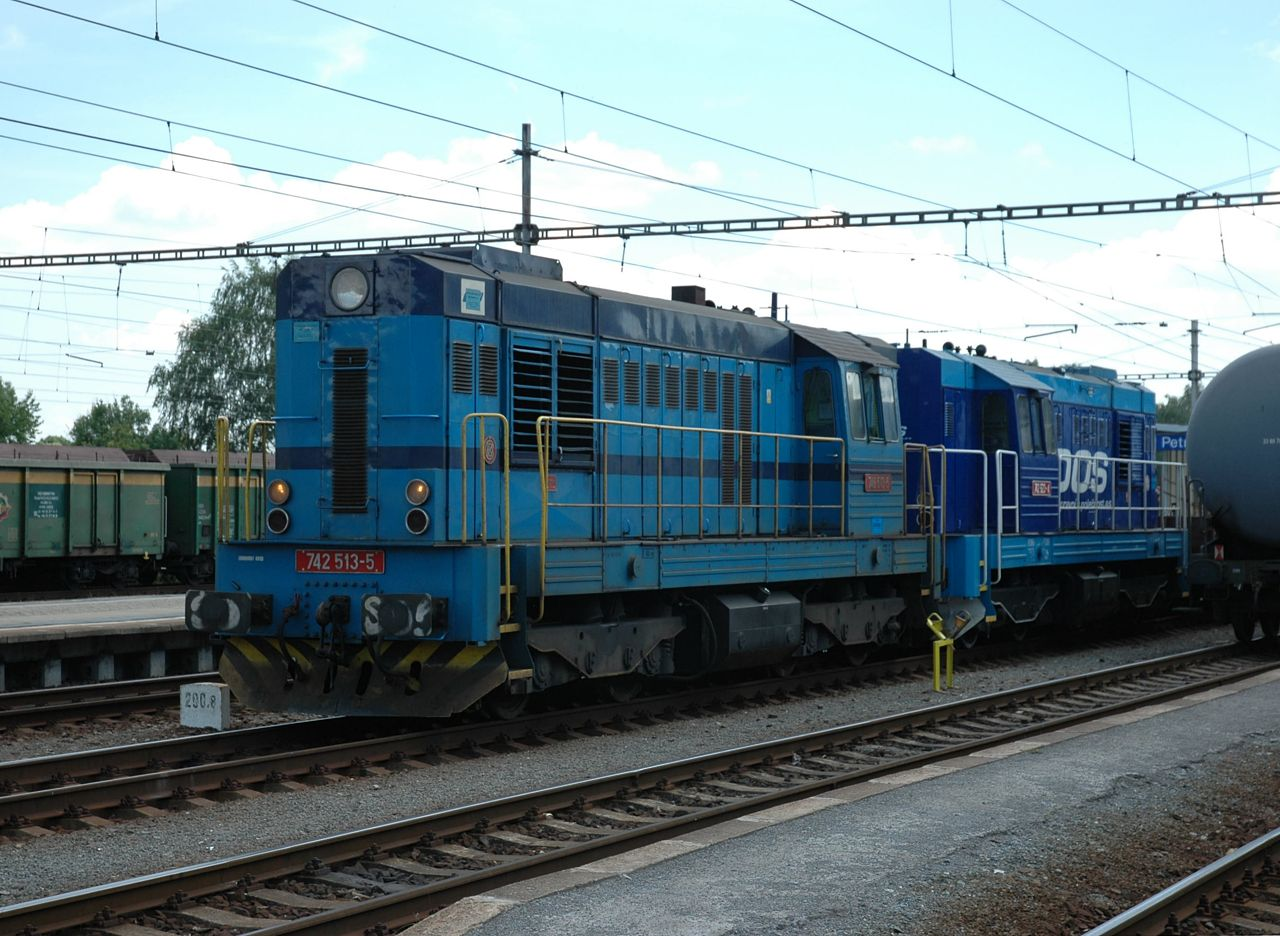
Lokomotivy 742.513 a 742.523 dopravce ODOS

Ostravská dopravní společnost, a.s. v likvidaci (VKM: ODOS) byl český železniční dopravce se v Ostravě. Majoritním vlastníkem společnosti byla spediční firma NH-TRANS. K 1. 1. 2017 došlo k vyčlenění části jmění firmy do nové společnosti Ostravská dopravní společnost - Cargo.

## Historie
ODOS byla založena v roce 1995 jako dceřiná společnost spediční firmy NH-TRANS. V prvních letech po založení nevykonávala činnost v provozování železniční dopravy. Ke zlomu došlo v roce 2004, kdy ODOS převzala lokomotivy společnosti Stavební obnova železnic (SOŽ), včetně jejího depa v Bohumíně.
Zpočátku ODOS navázala na aktivity SOŽ, takže pronajímala lokomotivy různým - především stavebním - firmám, případně nasazovala své lokomotivy včetně personálu na různých železničních stavbách.
Postupně docházelo k rozšiřování aktivit i na vozbu nákladních vlaků, zejména pro různé zákazníky mateřské firmy NH–TRANS, takže se z ODOS stává plnohodnotná železniční společnost.
Až do roku 2007 byl NH-TRANS jediným akcionářem společnosti. V průběhu roku 2007 se majitelem 20 % akcií staly České dráhy, zbývající podíl zůstal v rukách mateřské firmy NH-TRANS. Od roku 2008 pak jako vlastník výše zmíněného 20% podílu figuruje ČD Cargo, tedy společnost vzniklá v roce 2007 vyčleněním z mateřských Českých drah.
K 1. lednu 2017 byly aktivity spojené s provozováním drážní dopravy vyčleněny do nově založené společnosti Ostravská dopravní společnost - Cargo, v původní firmě zůstala zasilatelská činnost. Současně došlo ke změně vlastnických podílů, takže ČD Cargo i NH-TRANS nově vlastní stejný 50% podíl ve společnosti.

## Lokomotivní park
Základem lokomotivního parku byly lokomotivy „zděděné“ po SOŽ. Jednalo se především o malé posunovací lokomotivy řady 701, dále pak lokomotivy řad 730, 742 a 771 vhodné pro posun i traťovou službu.
Pro rozšiřování aktivit v železniční nákladní dopravě firma v roce 2006 zprovoznila starší lokomotivy řad 140 a 750, zakoupené na Slovensku. Od počátku roku 2008 byly dvě lokomotivy řady 140 (ev. č. 042 a 062) firmy ODOS pronajaté slovenskému dopravci Slovenská železničná dopravná spoločnosť. V březnu 2007 společnost získala do svého parku šestinápravovou elektrickou lokomotivu 182.166.

## Provozované vlaky
Vedle výše zmíněných vlaků pro potřeby stavebních firem se firma zaměřovala na různé příležitostné i pravidelné nákladní přepravy. Mezi pravidelně provozované vlaky patřila přeprava ocelových svitků mezi Novou hutí (stanice Ostrava-Kunčice) a Válcovnami plechů Frýdek-Místek (stanice Lískovec u Frýdku).
Dále firma provozovala mezinárodní dopravu, zejména ve směru na Slovensko (s dopravcem BRKS) a do Polska (s dopravcem PTKiGK Rybnik).